# Handball Mougins Mouans-Sartoux
Maillots
Dernière mise à jour : 18 février 2020.
Le Handball Mougins Mouans-Sartoux, en abrégé HBMMS, est un club français de handball des Alpes-Maritimes qui regroupe les communes de Mougins (19 906 hab.) et Mouans-Sartoux (10 727 hab.).
Entre 2001 et 2016, le club s'est uni avec le Mandelieu HB pour former le Handball Mougins Mouans-Sartoux Mandelieu-la-Napoule (HB3M).
Le HBMMS évolue en Nationale 3 pour la saison 2022-2023.

## Historique
Créé en 1976 par une poignée de passionnés, le HBMMS devient rapidement un club formateur performant dans les Alpes-Maritimes. À l'origine il comprend une section féminine avec une équipe première qui connait son heure de gloire dans les années 80 et des saisons en Nationale 2, notamment la saison 1982-1983 où l'équipe termine deuxième (poule E) à 1 point du Montpellier UC et avec la meilleure attaque (408 buts). Mais pour porter plus haut les ambitions des garçons, la section féminine est sacrifiée et évoluera désormais sous les couleurs de l'entente PTT Grasse Mouans-Sartoux.
Au terme de la saison 1988-1989, l'équipe masculine termine deuxième de sa poule de Nationale 2 derrière une certaine équipe de Montpellier Paillade SC où évoluent alors Philippe Médard, Frédéric Échivard et Stéphane Stoecklin. Cette deuxième place est néanmoins synonyme de barrages. Opposé à l'ES Saint-Martin-d'Hères, le HBMMS l'emporte sur l'ensemble des deux matchs par un but d'écart. C'est la montée pour la première fois de son histoire en Nationale 1B (D2).
Lors de la saison 1989-1990, sa première en Nationale 1B, le HBMMS impressionne : à quatre journées de la fin du championnat l'équipe occupe seule la 3e place derrière Sélestat et Nancy et devant Chambéry et Montpellier. L'objectif du maintien étant largement assuré, l'équipe relâche la pression et termine finalement à la 6e place. La saison 1990-1991 est plus compliquée et voit le départ à mi-saison de Goran Nerić (en), la star de l'équipe qui avait participé aux JO de 1980 avec la Yougoslavie. La descente est inévitable. 
Pour la saison 1991-1992, le club recrute Dragan Mladenović, arrière gauche habitué du très haut niveau, médaillé d'or aux JO de Los Angeles en 1984, champion du monde en 1986 et qui fera parler la poudre et sa classe pour décrocher la 4e place. En 1993, une réforme des championnats (20 clubs promus) permet au HBMMS d'accéder à la nouvelle Nationale 1 Fédérale. Ils y restent deux saisons avant d'être l'un des 20 clubs relégués en 1995.
En 1997, le club atteint la finale du Challenge Sabatier (Championnat de France des moins de 18 ans).

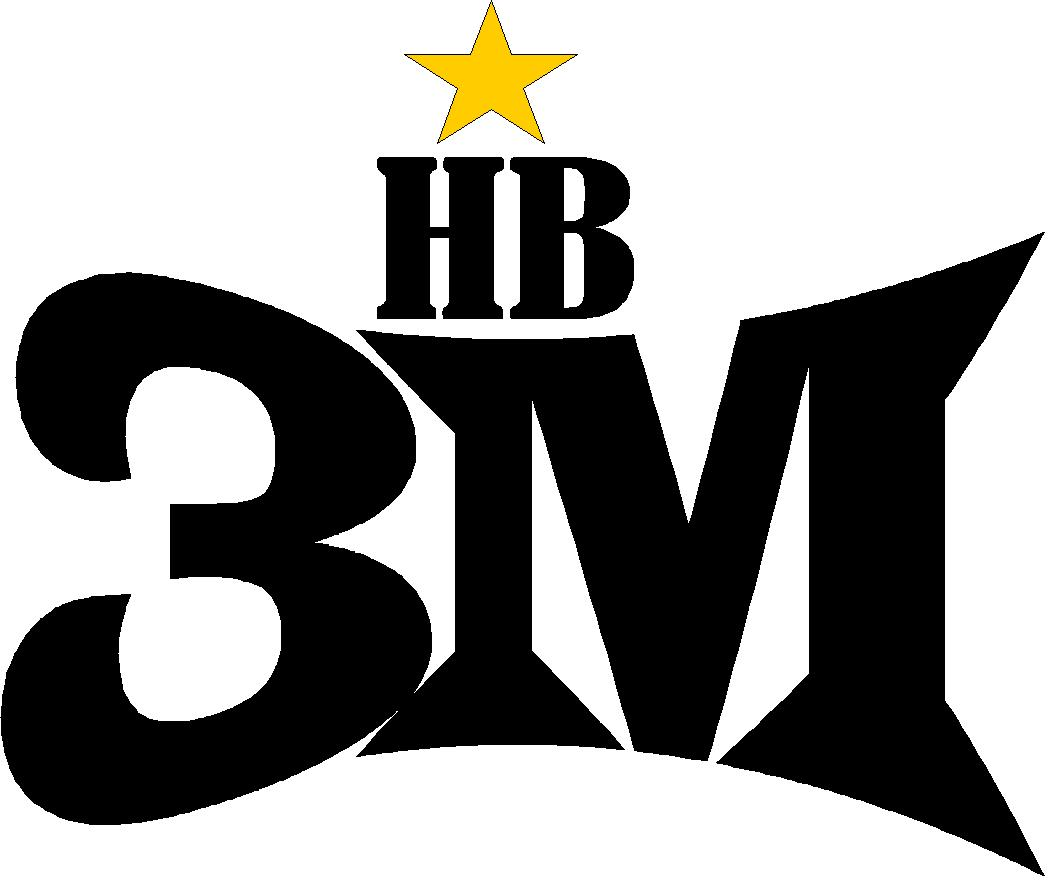
Logo du Handball Mougins Mouans-Sartoux Mandelieu (HB3M, 2001-2016).

En 2001, les équipes 1 et 2 senior du HBMMS et du Mandelieu HB fusionnent pour former le Handball Mougins Mouans-Sartoux Mandelieu (HB3M). Le club oscille alors entre la Nationale 3 et la Nationale 2. Le 2 mars 2009, Vincent Bertrand, l'un des fondateurs et entraîneur du HBMMS meurt à la suite d'une crise cardiaque. Le match du 8 mars 2009 des -18 ans lui est dédié devant plus de 500 spectateurs. Malgré tout, pour la deuxième fois depuis sa création en 2001, le HB3M devient champion de son groupe en nationale 3 et accède à la nationale 2. Frédéric Sardier, qui était le 1er entraîneur de l'équipe 1 du HB3M, devient le nouveau président du club. Pour le retour en Nationale 2 lors la saison 2009-2010, la salle de Mouans-Sartoux est rénovée. La saison 2010-2011, 10 joueurs quittent le club qui change également d’entraîneur.
En 2016, le club de handball de Mandelieu-la-Napoule décide de rejoindre l'AS Cannes : le club redevient le Handball Mougins Mouans-Sartoux. Evoluant alors en nationale 2 pour l'année 2016-2017, l'équipe est finalement reléguée en Nationale 3 en 2017 puis pré-nationale en 2018. Après deux saisons fortement perturbées par la pandémie de Covid-19, la saison 2021-2022 est marquée par de nombreuses victoires et une seule défaite, synonyme de qualification pour les play-off où le club remporte le titre de champion championnat pré-nationale. Promu en championnat de Nationale 3, le HBMMS réalise une bonne première partie de saison 2022-2023, terminant troisieme de sa poule à la veille de la trêve de décembre.

## Parcours
| Saison           | Division (niveau)            | Rang                                                 | Coupe de France                                      |
| ---------------- | ---------------------------- | ---------------------------------------------------- | ---------------------------------------------------- |
| 1976-1977        | Pré Excellence Régionale (6) |                                                      |                                                      |
| 1977-1978        | Excellence Régionale (5)     |                                                      |                                                      |
| 1978-1979        | Excellence Régionale (5)     |                                                      |                                                      |
| 1979-1980        | Excellence Régionale (5)     |                                                      |                                                      |
| 1980-1981        | Nationale 3 (3)              | (poule D)                                            |                                                      |
| 1981-1982        | Nationale 3 (3)              | 2e (poule G)                                         |                                                      |
| 1982-1983        | Nationale 2 (2)              | 10e (poule C)                                        |                                                      |
| 1983-1984        | Nationale 3 (3)              | 6e (poule 4)                                         |                                                      |
| 1984-1985        | Nationale 3 (4)              | 10e (poule 3)                                        | -                                                    |
| 1985-1986        | Préfédérale (5)              | ?                                                    | -                                                    |
| 1986-1987        | Préfédérale (5)              | 1er                                                  | -                                                    |
| 1987-1988        | Nationale 3 (4)              | 1er (poule 6)                                        | -                                                    |
| 1988-1989        | Nationale 2 (3)              | 2e (poule 4)                                         | -                                                    |
| 1989-1990        | Nationale 1B (2)             | 6e (poule 1)                                         | -                                                    |
| 1990-1991        | Nationale 1B (2)             | 11e (poule 1)                                        | -                                                    |
| 1991-1992        | Nationale 2 (3)              | 4e (poule 2)                                         | -                                                    |
| 1992-1993        | Nationale 2 (3)              | 8e (poule 2)                                         | -                                                    |
| 1993-1994        | Nationale 1 fédérale (2)     | 6e (poule 2)                                         | -                                                    |
| 1994-1995        | Nationale 1 fédérale (2)     | 11e (poule C)                                        | -                                                    |
| 1995-1996        | Nationale 1 (3)              | (poule 1)                                            | -                                                    |
| 1996-1997        | ?                            | ?                                                    | -                                                    |
| 1997-1998        | Nationale 1 (3)              | ?                                                    | -                                                    |
| 1998-1999        | Nationale 2 (4)              | ?                                                    | -                                                    |
| 1999-2000        | Nationale 2 (4)              | ?                                                    | -                                                    |
| 2000-2001        | ?                            | ?                                                    | -                                                    |
| Création du HB3M |                              |                                                      |                                                      |
| 2001-2002        | Nationale 3 (5)              | ?                                                    | ?                                                    |
| 2002-2003        | Nationale 3 (5)              | ?                                                    | ?                                                    |
| 2003-2004        | Nationale 3 (5)              | 1er                                                  | ?                                                    |
| 2004-2005        | Nationale 2 (4)              | ?                                                    | ?                                                    |
| 2005-2006        | Nationale 3 (5)              | 2e                                                   | ?                                                    |
| 2006-2007        | Nationale 2 (4)              | 12e                                                  | ?                                                    |
| 2007-2008        | Nationale 3 (5)              | 3e, poule 8                                          | 16e de finale                                        |
| 2008-2009        | Nationale 3 (5)              | 2e, poule 8                                          | 4e tour                                              |
| 2009-2010        | Nationale 2 (4)              | 9e, poule 4                                          | 3e tour                                              |
| 2010-2011        | Nationale 2 (4)              | 11e, poule 4                                         | 3e tour                                              |
| 2010-2012        | Nationale 3 (5)              | 1er, poule 8                                         | 2e tour                                              |
| 2012-2013        | Nationale 2 (4)              | 9e, poule 4                                          | …                                                    |
| 2013-2014        | Nationale 2 (4)              | 8e, poule 6                                          | …                                                    |
| 2014-2015        | Nationale 2 (4)              | 6e, poule 6                                          | …                                                    |
| 2015-2016        | Nationale 2 (4)              | 10e, poule 6                                         | …                                                    |
| Fin du HB3M      |                              |                                                      |                                                      |
| 2016-2017        | Nationale 2 (4)              | 11e, poule 6                                         | …                                                    |
| 2017-2018        | Nationale 3 (5)              | 11e, poule 8                                         | …                                                    |
| 2018-2019        | Prénationale (6)             | …                                                    | /                                                    |
| 2019-2020        | Prénationale (6)             | Compétitions perturbées par la pandémie de Covid-19. | Compétitions perturbées par la pandémie de Covid-19. |
| 2020-2021        | Prénational (6)              | Compétitions perturbées par la pandémie de Covid-19. | Compétitions perturbées par la pandémie de Covid-19. |
| 2021-2022        | Prénational (6)              | Vainqueur des play-offs                              |                                                      |
| 2022-2023        | Nationale 3 (5)              |                                                      |                                                      |

## Personnalités liées au club
- William Accambray , formé au HBMMS de 2002 à 2003 puis au Mandelieu HB de 2003 à 2005
- Pierre Andry, formé au HB3M de 2005 à 2007
- Jean-Luc Baudet, président du HBMMS de 1999 à 2001 et du HB3M de 2001 à 2008
- Vincent Bertrand, l'un des fondateurs et entraîneur du HBMMS
- Florent Ferreiro, formé au Mandelieu HB.
- Daouda Karaboué, formé au Mandelieu HB, mais aussi parrain du HB3M
- Dragan Mladenović, joueur de 1991 à 1995
- Sébastien Mongin, formé au HBMMS de 1996 à 1997
- Goran Nerić (en), joueur de 1986 à 1990
- David Rastouil, a fait toute sa carrière à HBMMS dans les années 1980-1990[8]